# Герб Вирумаа
Герб Вирумаа (ест. Võrumaa vapp) разом із прапором є офіційним символом Вирумаа, одного з повітів Естонії.
Затверджено 5 лютого 1937 року, перереєстровано 12 грудня 1996 року.

## Опис герба
У синьому полі срібний меч із золотим руків’ям додолу в перев’яз зліва, справа від нього — золотий перстень.

## Значення
Перстень вказує на адміністративний центр повіту місто Виру, що в перекладі означає «перстень». Меч — це магічний меч Калевіпоега, героя естонського героїчного епоса «Калевіпоег», який мав походити з цих країв. 